# 瑞明
瑞明（1813年—？），字仲欽，号菊莊，一号隐侯，巴约特氏，蒙古正白旗人。道光甲辰举人，丁未进士。后官兵部职方司主事。

## 家族
- 曾祖索诺爾什；
- 祖巴雅爾，火器营翼长；
- 父金齊賢阿，四川順慶府知府；
- 妻舒穆禄氏；[1]
- 弟瑞徵，瑞徵之女为光绪癸未进士、侍郎、镶白旗宗室綿文继妻。[2]